# Iconometra anisa
Iconometra anisa is een haarster uit de familie Colobometridae.
De wetenschappelijke naam van de soort werd in 1915 gepubliceerd door Hubert Lyman Clark.